# Michel Auziès
Michel Auziès est un homme politique français. Avocat au Parlement, notaire.

## Biographie
Né le 16 janvier 1752 à Oust, Michel Auziès fut conseiller municipal, puis maire de cette ville. Conseiller général de l'Ariège à partir de 1801, un poste qu'il occupa jusqu'en 1821, il fut, à partir de 1813, président du conseil général de l'Ariège.
Michel Auziès est mort en 1822.